# Aphilopota occidentalis
Aphilopota occidentalis là một loài bướm đêm trong họ Geometridae.